# Las bellas horas de Jean de Berry

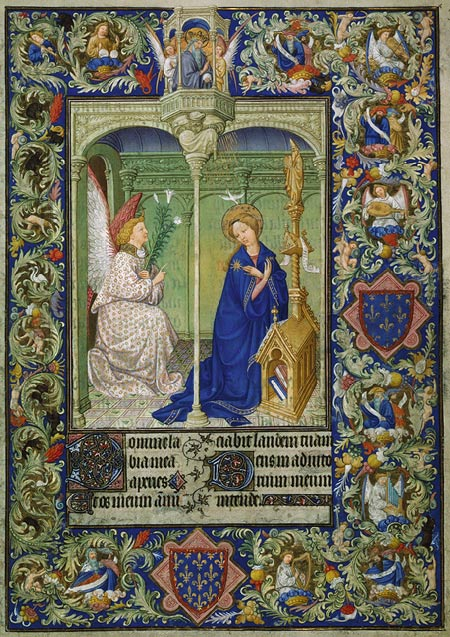
Página iluminada de Las bellas horas de Jean de Berry (c. 1406-1409) con la Anunciación.

Las bellas horas de Jean de Berry o también Las bellas horas del duque de Berry, (en francés, Les Belles Heures de Jean de Berry) es un libro de horas iluminado del siglo XV que encargó el duque Juan I de Berry. El libro contiene oraciones para ser dichas por los fieles laicos, como devoción privada en cada una de las horas canónicas del día.

## Descripción

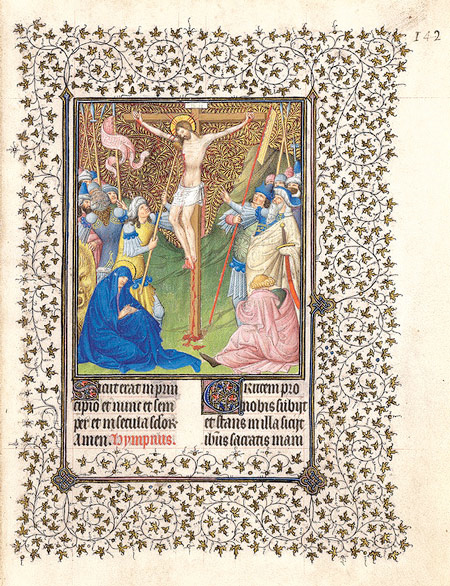
Las bellas horas de Jean de Berry (c. 1405-1409) con Crucifixión.

El duque, generoso mecenas y gran bibliófilo de la época, contrató a los hermanos Paul, Jean y Herman de Limbourg como iluminadores en 1404, después de la muerte de su anterior mecenas, su hermano Felipe el Temerario, duque de Borgoña.
Las bellas horas fue el primer trabajo de los Limbourg para su nuevo mecenas. Contiene miniaturas de gran tamaño, mucha iconografía inusual tomada de las vidas de los santos de la Leyenda dorada de Santiago de la Vorágine, así como amplios márgenes. El tamaño de la página es de 238 x  170mm. Actualmente forma parte de la colección de The Cloisters, del Metropolitan Museum of Art de Nueva York. 
En 2010, las 172 páginas originales de vitela iluminadas con tinta, témpera y pan de oro fueron exhibidas en el Museo en la exposición: El arte de la iluminación: Los hermanos Limbourg y Las bellas horas de Jean de France, duque de Berry (en inglés: The Art of Illumination: The Limburg Brothers and the Belles Heures of Jean de France, Duc de Berry).
En 2012, se desmontaron 47 folios del libro para su exposición en el Museo del Louvre y en The Cloisters.